# NHL Supplemental Draft
Az NHL Supplemental Draft egy draft forma volt a National Hockey League-ben 1986 és 1994 között. Ezen a drafton olyan főiskolás, egyetemista játékosokat választhattak ki a csapatok, akik nem kerültek be a hagyományos draftba. Az itt kiválasztott játékosok közül csak néhány játszhatott az NHL-ben. A sok játékos közül csak az alábbiak játszhattak több mint 100 NHL mérkőzésen: John Cullen, Bob Kudelski, Dave Snuggerud, Shawn Chambers, Jamie Baker, Todd Krygier, Chris Tancill, Cory Cross, Steve Rucchin, Steve Guolla, Steve Martins. 1994 után az új kollektív szerződés miatt ez a draft megszűnt.

## A draftok
- 1994-es NHL Supplemental Draft
- 1993-as NHL Supplemental Draft
- 1992-es NHL Supplemental Draft
- 1991-es NHL Supplemental Draft
- 1990-es NHL Supplemental Draft
- 1989-es NHL Supplemental Draft
- 1988-as NHL Supplemental Draft
- 1987-es NHL Supplemental Draft
- 1986-os NHL Supplemental Draft